# Morula
Morula je skup stanica koja nastaje u 1. koraku blastulacije. Nastaje mitozom zigote tj. oplođene jajne stanice. Daljnjim razvojem morule nastaje blastula.

## Podrijetlo imena
Izgled morule podsjeća na murvu (lat.morus) po čemu je dobila ime.